# Culicoides gutsevichi
Culicoides gutsevichi är en tvåvingeart som beskrevs av Nibedita Sen och Gupta 1958. Culicoides gutsevichi ingår i släktet Culicoides och familjen svidknott. Inga underarter finns listade i Catalogue of Life.